# 松田侑花
松田 侑花（まつだゆうか、1996年3月24日-）は、福井県出身の女性ファッションモデル。元オフィスジュニア所属。

## 来歴
- ニコ☆プチ創刊号のモデルオーディション（現在のコーディネイト選手権）でグランプリを受賞し、ニコプチの専属モデルになる。
- 2009年6月号でニコ☆プチの専属モデルを卒業する。

## 出演

### 雑誌
- ニコ☆プチ（新潮社）専属モデル
- PurePure

### スチール
- 阪急百貨店2008 My graduation style